# Битка при Верона
Битката при Верона (Verona) е конфликт между Западната Римска империя и вестготите на Аларих I през лятото 402 или 403 г.
Римляните, водени от генерал Стилихон, побеждават готите на Аларих при Верона на Адидже. Готите с Аларих отстъпват от Италия и се оттеглят в областта на Сава.